# Lanista
Il lanista era il proprietario della scuola/caserma, il ludus gladiatorius, dove i gladiatori romani imparavano l'arte della “Gladiatura”, nata come forma di onoranza funebre per nobili romani e praticata attraverso i combattimenti dei  bustuarii, divenuta in seguito una forma di spettacolo e uno sport nobile e di alto livello; secondo Isidoro di Siviglia il termine deriverebbe dalla lingua etrusca.

## La professione
Il lanista era, sostanzialmente, un imprenditore che faceva commercio di gladiatori e li affittava all'organizzatore (editor o munerarius) degli spettacoli gladiatorii, i munera, traendone il proprio profitto che non veniva meno neppure se il gladiatore fosse morto durante il combattimento; in questo caso infatti l'editor, oltre a pagare il prezzo d'ingaggio, risarciva al lanista anche il valore del gladiatore, una sorta di indennizzo per i suoi mancati guadagni futuri. Questa era una delle ragioni per cui l'attività del lanista era disprezzata nel mondo romano e considerata di livello infimo, persino più basso di quello dei lenoni.
 
Il lanista era, in genere, un ex-gladiatore coadiuvato nella sua attività dai Doctores (o Magistri), abili veterani affrancati dallo status di gladiatore che, conclusa l'attività agonistica, erano stati insigniti del rudis (la spada di legno) ed elevati, pertanto, al rango di rudiarii; portava spesso una bacchetta (virga) considerata segno di comando ed aveva cura di riporre in luoghi diversi all'interno della palestra l'equipaggiamento dei suoi gladiatori a seconda della loro maestria.

## Il reclutamento e l'addestramento
I gladiatori erano per lo più dei condannati a morte, prigionieri di guerra o schiavi ma anche, in epoca imperiale, uomini liberi (auctorati) attratti dalla possibilità di ingenti guadagni, che coglievano l'opportunità di intraprendere la professione di gladiatore sottomettendosi, tramite giuramento, al lanista, che aveva su di loro potere di vita e di morte.

Dopo l'iniziale periodo di ambientamento il lanista decideva insieme al magister, che giudicava le caratteristiche fisiche, la mobilità e la perizia sul campo, e ad un  medicus, che ne valutava invece lo stato complessivo di salute, l'assegnazione del novizio (tiro) alla classe gladiatoria più idonea curandone, con la dieta e la ginnastica, lo sviluppo fisico e la tonicità muscolare.

Costretti ad un durissimo allenamento quotidiano e all'osservanza di una disciplina ferrea, i gladiatori venivano introdotti gradualmente all'arte del duello, prima contro sagome umane (palum) e poi contro veri avversari ma usando armi fittizie, fino ad ottenerne dei validi combattenti e dei professionisti dello spettacolo, addestrati ai segreti e all'etica della professione. 

I gladiatori appartenenti ad una stessa palestra facevano parte di uno stesso gruppo, la familia gladiatoria.

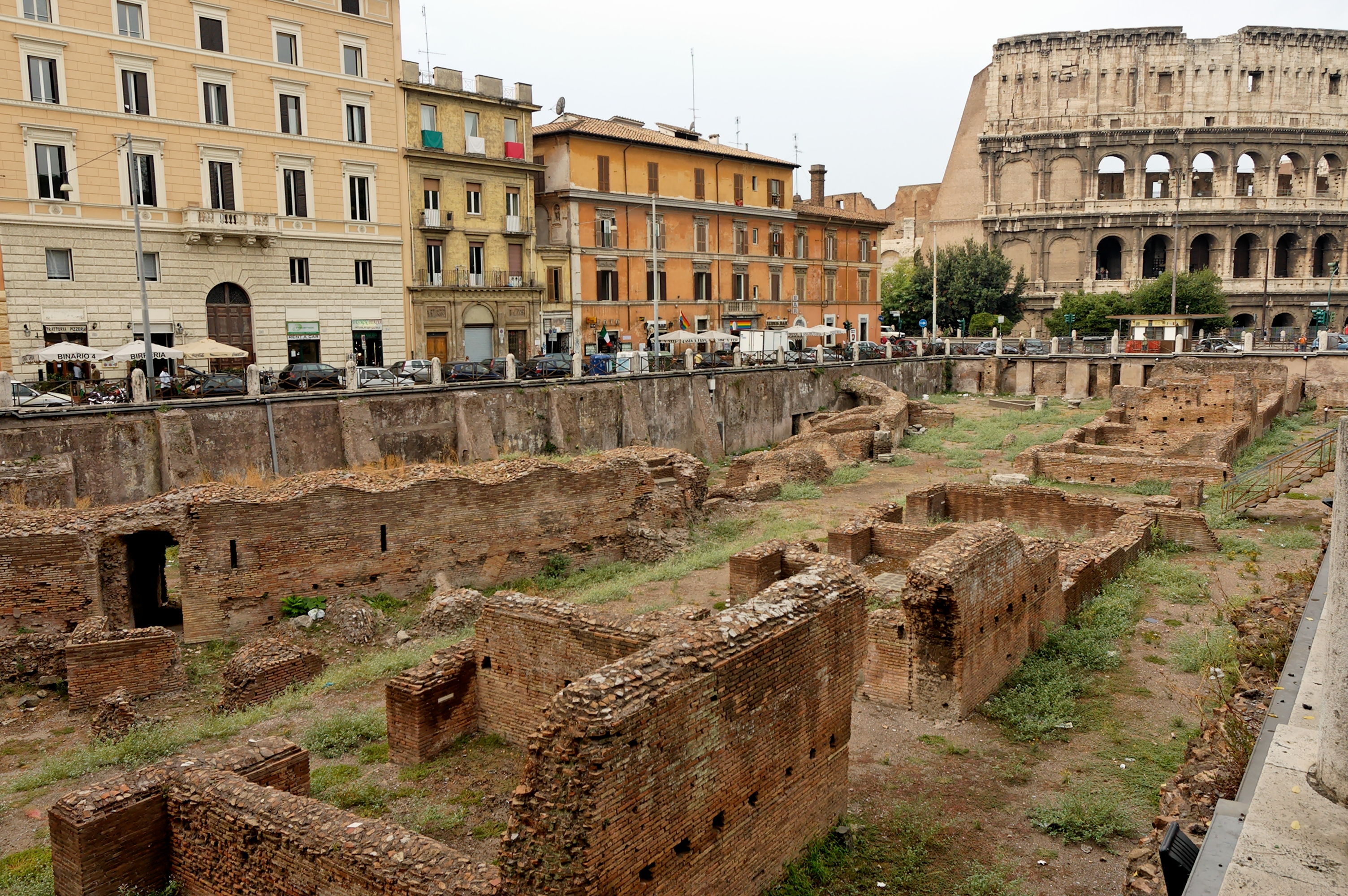
Le rovine del Ludus Magnus, a Roma

La più grande ed importante scuola gladiatoria dell'antica Roma era il Ludus Magnus, adiacente al Colosseo, al quale era collegata da una galleria sotterranea, intorno alla quale sorgevano il Ludus Matutinus, ove alla mattina si svolgeva la caccia alle belve feroci (venationes), il Ludus Gallicus e il Ludus Dacicus, altre due scuole che prendevano il nome dai gladiatori in esse ospitati.

Oltre a quella di Roma, le scuole più prestigiose erano quelle di Ravenna, di Pompei e di Capua. Fu proprio la rivolta scoppiata nel ludus gladiatorius di Capua, diretto dal lanista Lentulo Batiato e capeggiata dal gladiatore Spartaco, che segnò l'inizio del decadimento della professione del lanista. Fu quell'evento infatti che indusse il Senato romano ad assumere dei provvedimenti di maggior controllo sui gladiatori, sugli spettacoli e quindi, di fatto, su tutto il circuito gladiatorio, svuotando progressivamente di importanza la figura del lanista, la cui autorità rimase tale solo nelle lontane province dell'impero.